# Tour du Bénin 2023
Le Tour du Bénin 2023 est la 18e édition du Tour du Bénin. Il a lieu du 2 au 7 mai 2023 au Bénin.

## Parcours
La ville de Parakou accueille la première étape de l'édition de 2023, longue de 132 km entre Parakou et Djougou.

## Étapes
Cette année, sept communes du Bénin sont parcourues et marquant les différentes étapes de la course. Il s'agit de Parakou, Djougou, Savè, Abomey, Comé, Kétou, Porto-Novo. La ville de Cotonou marque la dernière étape avec le grand prix.